# Erpetogomphus tristani
Erpetogomphus tristani är en trollsländeart som beskrevs av Philip Powell Calvert 1912. Erpetogomphus tristani ingår i släktet Erpetogomphus och familjen flodtrollsländor. IUCN kategoriserar arten globalt som livskraftig. Inga underarter finns listade i Catalogue of Life.